# Oxira deprivata
Oxira deprivata là một loài bướm đêm trong họ Noctuidae.